# (21065) Jamesmelka
(21065) Jamesmelka es un asteroide perteneciente al cinturón de asteroides, región del sistema solar que se encuentra entre las órbitas de Marte y Júpiter.
Fue descubierto el 10 de julio de 1991 por Eleanor F. Helin  desde el Observatorio Palomar.

## Designación y nombre
Designado provisionalmente como 1991 NM, fue nombrado en honor a James Melka (n. 1942), un astrónomo aficionado que ha observado y tomado imágenes de Marte durante nueve apariciones desde 1971 hasta 2012. Grabó las nubes iniciales de las tormentas de polvo en todo el planeta de 1971 y 2007 y usó  Imágenes del Mars Global Surveyor para identificar tres cráteres que contienen enormes dunas de arena negra.

## Características orbitales
(21065) Jamesmelka está situado a una distancia media del Sol de 3,138 ua, pudiendo alejarse hasta 3,789 ua y acercarse hasta 2,487 ua. Su excentricidad es 0,207 y la inclinación orbital 16,589 grados. Emplea 2030,50 días en completar una órbita alrededor del Sol.
Los próximos acercamientos a la órbita de Júpiter ocurrirán el 27 de febrero de 2050, el 14 de septiembre de 2060 y el 10 de mayo de 2071.

## Características físicas
La magnitud absoluta de (21065) Jamesmelka es 12,89. Tiene 15,452 km de diámetro y su albedo se estima en 0,107.